# Юрьевская, Ольга Александровна
О́льга Алекса́ндровна Ю́рьевская (27 октября (7 ноября) 1873, Санкт-Петербург — 10 августа 1925, Висбаден) — светлейшая княжна, графиня Меренберг; дочь императора Александра II и княжны Екатерины Михайловны Долгоруковой (с 1880 года — светлейшая княгиня Юрьевская), рождённая до брака и позже узаконенная с присвоением титула светлейшая княжна и фамилии Юрьевская.

## Биография
Считается, что титул был выбран императором неслучайно: якобы, княжеский род Долгоруковых, бравший свои истоки от легендарного Рюрика, имел в числе славных предков и великого князя Киевского Юрия Владимировича Долгорукого. Однако это не так: родоначальник Долгоруковых — князь Иван Андреевич Оболенский (получивший за свою мстительность прозвище Долгорукий) — происходил от черниговского князя Всеволода Ольговича, троюродного брата Юрия Долгорукого.
12 мая 1895 года в Ницце вышла замуж за внука А. С. Пушкина — графа Георга-Николая фон Меренберга (1871—1948), после стала титуловаться графиней фон Меренберг.
В браке родились:
- граф Александр-Адольф (1896—1897)
- граф Георг-Михаил (1897—1965), первая жена (с 1926 по 1928 год; разведены) — Полетт фон Кёвер де Дьёрдьёш-Сент-Миклош, вторая жена (с 1940) — Элизабет Мюллер-Ури (1903—1963)
  - Элизабет Клотильда фон Меренберг (род. 1941), муж (с 1965 года) — Энно фон Ринтелен (род. 1921)
    - Александр Энно фон Ринтелен (род. 1966)
    - Георг Николас фон Ринтелен (род. 1970)
    - Грегор фон Ринтелен (род. 1972)
- графиня Ольга Екатерина Адда (Ольга Георгиевна) (1898—1983), муж (с 1923 года) — граф Михаил Тариелович Лорис-Меликов (1900—1980)
  - Александр Михайлович Лорис-Меликов (род. 1926), жена (с 1958 года) — Мишлин Селина Прюнье
    - гр. Анна Александровна Лорис-Меликова (род. 1959)
    - гр. Доминика Александровна Лорис-Меликова (род. 1961)
    - гр. Наталья Александровна Лорис-Меликова (род. 1962)
    - гр. Михаил Александрович Лорис-Меликов (род. 1964)

## Предки
Род графов Меренберг угас в 1965 году со смертью графа Георга-Михаила.